# Galphimia
Galphimia là một chi thực vật có hoa trong họ Malpighiaceae.

## Hình ảnh

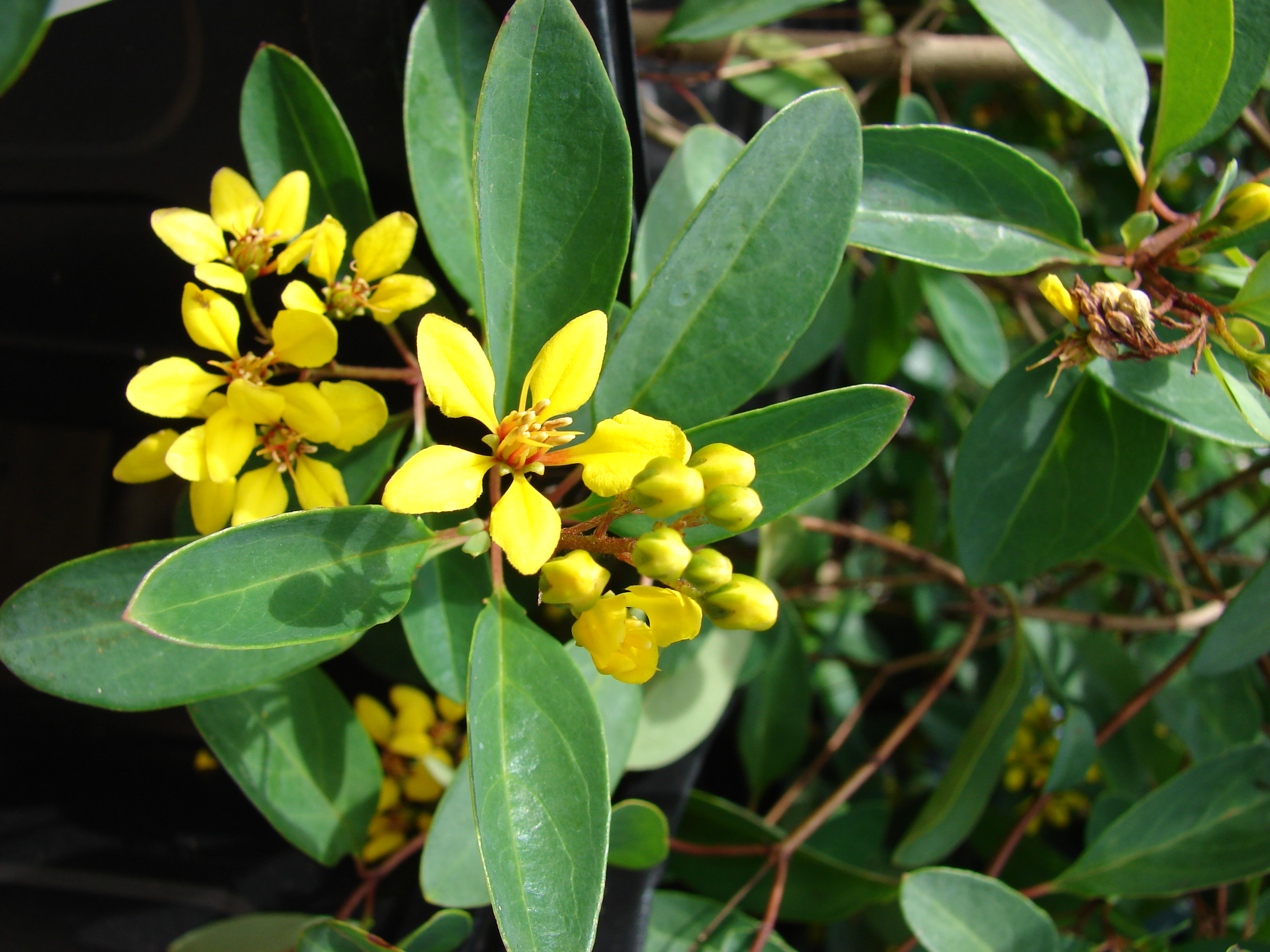
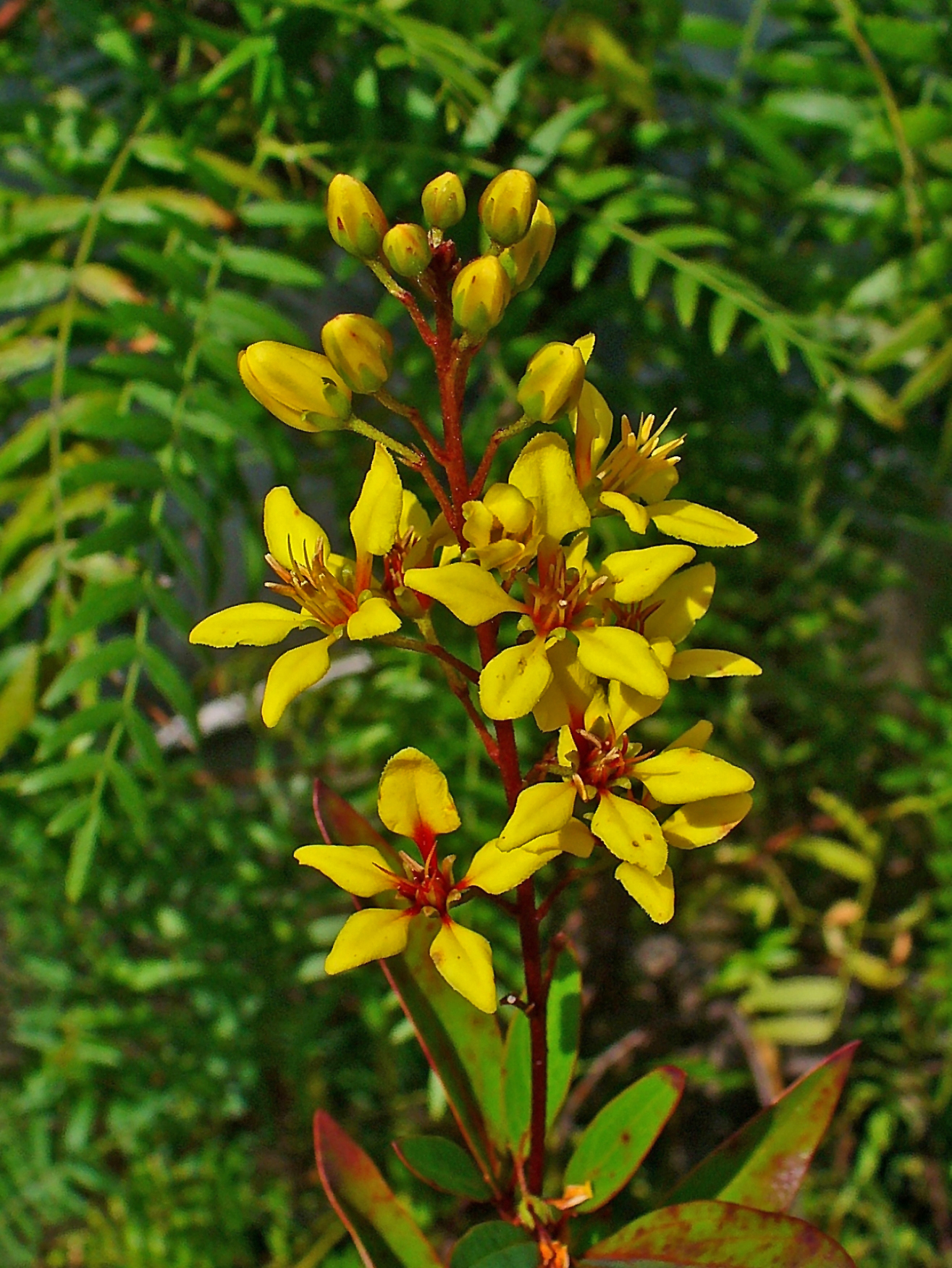

## Loài
Chi Galphimia gồm các loài: